# Pleioceras afzelii
Pleioceras afzelii là một loài thực vật có hoa trong họ La bố ma. Loài này được (K.Schum.) Stapf mô tả khoa học lần đầu tiên vào năm 1902.